# Campanya de l'Àfrica Occidental
|  | Aquest article tracta sobre la campanya de la Segona Guerra Mundial. Si cerqueu la campanya de la Primera Guerra Mundial, vegeu «Teatre d'operacions d'Àfrica occidental (Primera Guerra Mundial)». |

El nom Campanya de l'Àfrica occidental es refereix a dues batalles durant la Segona Guerra Mundial: la batalla de Dakar (també coneguda com a Operació Amenaça i la batalla del Gabon, que van tenir lloc al novembre de 1940. Totes dues accions van ser fetes pels Aliats atacant les forces de la França de Vichy als territoris d'ultramar francesos a l'Àfrica occidental.
Després de la conquesta del Gabon, les Forces de la França Lliure controlaven l'Àfrica equatorial francesa, mentre que l'Àfrica occidental francesa seguí en mans del règim de Vichy, fins als desembarcaments aliats al nord d'Àfrica (Operació Torxa) al novembre de 1942.

## Transcurs de la campanya
El sentiment anglofòbic a l'Àfrica va incrementar-se després que el cuirassat Richelieu havia estat tocat al port de Dakar, a l'Àfrica Occidental Francesa el 10 de juliol de 1940. L'agost, el general de la França Lliure Charles de Gaulle suggerí una campanya d'ultramar, desembarcant a Conakry, a la Guinea francesa. Va preveure que el moviment de la França Lliure aconseguiria el suport popular mitjançant la conquesta de Dakar. Però el seu suggeriment va ser ignorat pels britànics.
El 18 de setembre, 3 creuers lleugers francesos, el Georges Leygues, el Gloire i el Montcalm van ser interceptats per naus aliades en ruta a Libreville. Entre els vaixells interceptors es trobava el creuer pesat HMAS Australia; i la flota francesa va veure's obligada a retirar-se.

### L'Àfrica Occidental Francesa
La resistència disminuí després dels atacs sobre els vaixells francesos. A inicis de setembre de 1940 tingué lloc la batalla de Dakar, en la que les forces aliades no van poder convèncer els defensors de Dakar, vichyistes, perquè els permetessin entrar pacíficament a la ciutat. Les forces aliades primer van provar de persuadir les forces de Vichy mitjançant la propaganda; i després van provar-ho per la força de les armes. Ambdós casos se saldaren en una derrota aliada. Les esperances aliades per capturar l'Àfrica occidental francesa van ser deixades de costat i les consideracions estratègiques s'inclinaren cap a l'Àfrica equatorial francesa

### L'Àfrica equatorial francesa
Aquesta batalla, que tingué lloc entre el 8 i el 12 de novembre, finalitzà amb la captura de Librevillei l'alliberament de l'Àfrica Equatorial Francesa del control de Vichy.

## Resultat
Les Forces de la França Lliure van consolidar els seus guanys a l'Àfrica Equatorial Francesa, i van ser capaces d'ajudar altres campanyes, inclosa la campanya d'Àfrica Oriental i a la del nord d'Àfrica. No obstant això, l'Àfrica Occidental Francesa no va capitular ni va unir-se als Aliats fins al novembre de 1942 i l'Operació Torxa